# Micropholcomma caeligenum
Micropholcomma caeligenum är en spindelart som beskrevs av Crosby och Bishop 1927. Micropholcomma caeligenum ingår i släktet Micropholcomma och familjen Micropholcommatidae.
Artens utbredningsområde är Victoria, Australien. Inga underarter finns listade i Catalogue of Life.